# Сурдук (Клуж)
Сурдук (рум. Surduc) — село у повіті Клуж в Румунії. Входить до складу комуни Яра.
Село розташоване на відстані 306 км на північний захід від Бухареста, 26 км на південь від Клуж-Напоки.

## Населення
За даними перепису населення 2002 року у селі проживали 363 особи. Рідною мовою 361 особа (99,4%) назвала румунську.
Національний склад населення села:
| Національність | Кількість осіб | Відсоток |
| -------------- | -------------- | -------- |
| румуни         | 355            | 97,8%    |
| цигани         | 7              | 1,9%     |